# Южный болотный лемминг
Южный болотный лемминг (лат. Synaptomys cooperi) — небольшой североамериканский лемминг. Его ареал перекрывается с другим видом рода Synaptomys, северным болотным леммингом, на юго-востоке Канады, но простирается дальше на юг.

## Описание
Спина южных болотных леммингов покрыта густым коричневатым мехом, цвет его варьирует от рыжеватого до темно-коричневого и имеет седой оттенок. Брюшко серебристо-серое. Мелкие бороздки на верхних резцах и относительно более короткий хвост отличают этот вид от других грызунов Северной Америки. У южных болотных леммингов относительно большая голова и маленькие глаза. Уши едва видны из-за пушной шерсти на голове. На передних лапах у них по четыре пальца и пятый  маленький большой палец плотно примыкает к кисти, на задних лапах по пять пальцев. У самок этого вида шесть сосков, что отличает их от ближайшего родственника, северного болотного лемминга, у которого их восемь. У них большая голова, короткие ноги и короткий хвост, который светлее внизу. Их верхние резцы с продольными бороздками. Длина тела около 13 см, хвоста — 2 см  и весят они около 35 г.

## Распространение и места обитания
Южные болотные лемминги встречаются в восточной части Северной Америки, от южного Квебека и Манитобы в Канаде до западной Миннесоты, юго-западного Канзаса и на востоке до Атлантического побережья США. Этот вид чаще встречается в лиственных и смешанных хвойно-широколиственных лесах. Южные лемминги предпочитают травянистые "окна" и опушки этих лесов, особенно там, где рыхлая почва и растут осоки, папоротники и кустарники. Он также населяет более влажные и засушливые участки, когда луговых полевок мало или нет. Южный болотный лемминг создает лабиринт из соединяющихся туннелей и тропок и строит гнезда из растительных волокон. Летние гнезда находятся на поверхности земли или в зарослях осоки или травы, но зимние гнезда обычно находятся под землей в расширенном туннеле. Эти животные обитают в смешанных лесах, водно-болотных угодьях и лугах.

## Питание и пищевое поведение
Свежая растительность, особенно листья, стебли, головки семян и корни злаков и осок, является основной пищей этого вида. Малина, черника и другие ягоды, насекомые, грибы и кора составляют меньшую часть рациона. В подземных камерах хранят побеги злаков и осок. Они не впадают в спячку и живут группами от нескольких до нескольких десятков особей. Самки леммингов приносят два или три помета  в год от четырех до шести детенышей каждый. Детёныши рождаются в гнезде в норе. Большинство особей живут меньше года. Предполагается, что ареал этих животных сокращается в некоторых районах из-за потери среды обитания в водно-болотных угодьях.
Они активны круглый год, в основном ночью. Они прокладывают тропки и дорожки  через густую поверхностную растительность, а также роют норы. Эти животные часто встречаются небольшими колониями. Популяции леммингов переживают трех- или четырехлетний цикл подъема и спада.

## Размножение
Размножение может происходить в любое время года при обильном кормлении. Срок беременности 21–23 дня. При рождении детеныши слепые и без шерсти. У них также есть когти при рождении. К концу первой недели детеныши хорошо опушены. Они открывают глаза примерно в 12-дневном возрасте. Самка перестает их кормить молоком в возрасте 3 недели. Самцы южных болотных леммингов достигают половой зрелости в 5-недельном возрасте. Большинство особей начинают размножаться до того, как достигнут своего максимального размера.

## Коммуникация
Считается, что южные болотные лемминги общаются с помощью запаховой маркировки. Они также издают скрипучие звуки. Другие методы общения включают акустические, химические, визуальные и тактильные средства коммуникации.

## Хищники
У южных болотных леммингов много хищников, включая сов, ястребов, обыкновенных и серых лисиц, домашних собак, американских барсуков, ласок, змей, канадской рыси и домашних кошек.
Вымерли два подвида: канзасский болотный лемминг (S. c. paludis) и болотный лемминг Небраски (S. c. relictus).